# Encarna Granados
Encarnación »Encarna« Granados Aguilera, španska atletinja, * 30. januar 1972, Sarrià de Ter, Španija.
Nastopila je na poletnih olimpijskih igrah v letih 1992, 1996 in 2000, najboljšo uvrstitev je dosegla leta 1992 s štirinajstim mestom v hitri hoji na 10 km, leta 2000 je bila dvajseta v hitri hoji na 20 km. Na svetovnih prvenstvih je osvojila bronasto medaljo leta 1993 v hitri hoji na 10 km.